# Костенко Кирило Володимирович
Кирило Володимирович Костенко (нар. 3 травня 1996, Хмельницький, Україна) — український футболіст, півзахисник.

## Життєпис
Народився в Хмельницькому, вихованець місцевої ДЮСШ № 1. У 2012 році перейшов до складу молодіжної команди донецького «Металурга».
З 2012 року тренувався з першою командою «металургів», але через високу конкуренцію в команді не зіграв за неї жодного офіційного поєдинку. Натомість виступав за донеччан у молодіжній першості.
У 2015 році, після розформування «Металурга», разом з іншими гравцями молодіжного складу перейшов до кам'янської «Сталі», де спочатку також виступав за команду U-21. 16 липня 2017 року дебютував за кам'янську команду в поєдинку УПЛ проти луганської «Зорі». Брав участь загалом в дев'яти матчах Прем'єр-ліги.
Влітку 2018 року, після того як «Сталь» спочатку вилетіла з вищого дивізіону, а потім і припинила своє існування, Костенко перейшов в інший клуб Прем'єр-ліги «Олександрія».